# Scouting Nederland
Scouting Nederland ist der Pfadfinderinnen- und Pfadfinderverband der Niederlande. Scouting Nederland ist die größte Jugendorganisation des Landes mit 112.000 Mitgliedern.
Scouting Nederland ist Mitglied der Weltpfadfinderverbände World Organization of the Scout Movement und World Association of Girl Guides and Girl Scouts sowie in deren Europagliederungen. In 1.100 örtlichen Gruppen sind 87.000 Kinder und Jugendliche aktiv, die von 25.000 ehrenamtliche Mitarbeiter betreut werden. Innerhalb des Verbandes gibt es auch See- und Luftpfadfindergruppen sowie mit Scouting Doven Nederland eine Organisation für hörbehinderte Kinder und Jugendliche.

## Geschichte
Der erste niederländische Pfadfindergruppe entstand 1910 in Amsterdam. Zunächst in mehreren Verbänden organisiert, schlossen sich die niederländischen Pfadfinder 1915 im Verband De Nederlandse Padvinders zusammen. Neben den Gruppen für Jungen entstanden auch Gruppen für Mädchen, die sich 1916 im Verband Het Nederlandsche Meisjesgilde vereinten (ab 1933: Nederlandse Padvindstersgilde). 1938 bzw. 1945 spalteten sich die katholische Gruppen von beiden Verbänden ab; es entstanden die Katholieke Verkenners für Jungen und die Nederlandse Gidsen für Mädchen. Während des Zweiten Weltkrieges wurden in den Niederlanden die Pfadfindergruppen durch die deutschen Besatzungsbehörden verboten. 1973 schlossen sich die vier Verbände zu Scouting Nederland zusammen.